# Nova Porteirinha
Nova Porteirinha est une municipalité brésilienne de l'État du Minas Gerais et la microrégion de Janaúba.